# Regions estadístiques de Letònia
Les regions estadístiques de Letònia són les 6 regions (letó: Latvijas statistiskie reģioni) establertes a Letònia d'acord amb els principis establerts en el Reglament (CE) nº 1059/2003 del Parlament Europeu i del Consell Europeu el 26 de maig de 2003, per tal d'establir una nomenclatura comuna d'unitats territorials estadístiques (NUTS) (d'ara endavant Reglament NUTS), modificat posteriorment. El present Reglament NUTS es refereix directament a tots els estats membres de la Unió Europea i des de l'1 de maig de 2004, també és vinculant per a Letònia, que concretament es dividí en les 6 següent regions: Kurzeme, Latgale, Pieriga, Riga, Vidzeme i Zemgale.
Les regions estadístiques de Letònia no són regions administratives, ja que s'han format amb finalitats estadístiques. Per tant, no s'esmenten en la llei que determina les divisions administratives de Letònia.
L'estructura de les regions estadístiques es va aprovar segons el Decret Nº 271 del Gabinet de Ministres el 28 d'abril de 2004: "En les Regions Estadístiques de la República de Letònia i les unitats administratives en ella".

## Estructura de les regions estadístiques de Letònia
| Kurzeme (letó: Kurzemes statistiskais regions): |
| Municipi d'Aizpute, Municipi d'Alsunga, Municipi de Brocēni, Municipi de Dundaga, Municipi de Durbe, Municipi de Grobiņa, Municipi de Kuldīga, Liepāja, Municipi de Mērsrags, Municipi de Nīca, Municipi de Pāvilosta, Municipi de Priekule, Municipi de Roja, Municipi de Rucava, Municipi de Saldus, Municipi de Skrunda, Municipi de Talsi, Municipi de Vaiņode, Municipi de Ventspils, Municipi de Ventspils. |
| Latgale (letó: Latgales statistiskais regions): |
| Municipi d'Aglona, Municipi de Baltinava, Municipi de Balvi, Municipi de Cibla, Municipi de Dagda, Municipi de Daugavpils, Municipi de Daugavpils, Municipi d'Ilūkste, Municipi de Kārsava, Municipi de Krāslava, Municipi de Līvāni, Municipi de Ludza, Municipi de Preiļi, Municipi de Rēzekne, Municipi de Rēzekne, Municipi de Riebiņi, Municipi de Rugāji, Municipi de Vārkava, Municipi de Viļaka, Municipi de Viļāni, Municipi de Zilupe. |
| Pierīga (letó: Pierīgas statistiskais regions): |
| Municipi d'Aloja, Municipi d'Ādaži, Municipi de Babīte, Municipi de Baldone, Municipi de Carnikava, Municipi d'Engure, Municipi de Garkalne, Municipi d'Ikšķile, Municipi d'Inčukalns, Municipi de Jaunpils, Jūrmala, Municipi de Kandava, Municipi de Krimulda, Municipi de Ķegums, Municipi de Ķekava, Municipi de Lielvārde, Municipi de Limbaži, Municipi de Mālpils, Municipi de Mārupe, Municipi d'Ogre, Municipi d'Olaine, Municipi de Ropaži, Municipi de Salacgrīva, Municipi de Salaspils, Municipi de Saulkrasti, Municipi de Sēja, Municipi de Sigulda, Municipi de Stopiņi, Municipi de Tukums. |
| Rīga (letó: Rīgas statistiskais regions): |
| Riga (capital). |
| Vidzeme (letó: Vidzemes statistiskais regions): |
| Municipi d'Alūksne, Municipi d'Amata, Municipi d'Ape, Municipi de Beverīna, Municipi de Burtnieki, Municipi de Cesvaine, Municipi de Cēsis, Municipi d'Ērgļi, Municipi de Gulbene, Municipi de Jaunpiebalga, Municipi de Kocēni, Municipi de Līgatne, Municipi de Lubāna, Municipi de Madona, Municipi de Mazsalaca, Municipi de Naukšēni, Municipi de Pārgauja, Municipi de Priekuļi, Municipi de Rauna, Municipi de Rūjiena, Municipi de Smiltene, Municipi de Strenči, Municipi de Valka, Municipi de Valmiera, Municipi de Varakļāni, Municipi de Vecpiebalga.                                           |
| Zemgale (letó: Zemgales statistiskais regions): |
| Municipi d'Aizkraukle, Municipi d'Aknīste, Municipi d'Auce, Municipi de Bauska, Municipi de Dobele, Municipi d'Iecava, Municipi de Jaunjelgava, Municipi de Jelgava, Municipi de Jelgava, Municipi de Jēkabpils, Municipi de Jēkabpils, Municipi de Koknese, Municipi de Krustpils, Municipi de Nereta, Municipi d'Ozolnieki, Municipi de Pļaviņas, Municipi de Rundāle, Sala, Municipi de Skrīveri, Municipi de Tērvete, Municipi de Vecumnieki, Municipi de Viesīte. |

## Estadístiques
| Codi NUTS | Regions  | Ciutat més gran | Àrea       | Població* – (per km²) |
| --------- | -------- | --------------- | ---------- | --------------------- |
| LV006     | Rīga     | Rīga            | 304 km²    | 643,368 - (2,118/km²) |
| LV007     | Pierīga  | Jūrmala         | 10,134 km² | 367,038 – (36/km²)    |
| LV003     | Kurzeme  | Liepāja         | 13,606 km² | 258,034 – (19/km²)    |
| LV005     | Letgàlia | Daugavpils      | 14,550 km² | 286,238 – (20/km²)    |
| LV009     | Zemgale  | Jelgava         | 10,732 km² | 244,875 – (23/km²)    |
| LV008     | Vidzeme  | Valmiera        | 15,245 km² | 201,915 – (13/km²)    |
| LV00      | Latvija  | Rīga            | 64,572 km² | 2,001,468 – (31/km²)  |

* Dades de l'1 de gener de 2014

## Història
La regulació NUTS es va establir per a dividir els territoris econòmics de l'UE en unitats territorials similars a efectes de recopilació, elaboració i difusió d'estadístiques regionals harmonitzades a la UE. Poc abans de l'adhesió a la UE, l'Oficina Central d'Estadística de Letònia, el Ministeri de Protecció del Medi Ambient i Desenvolupament Regional i representants de les regions de planificació van arribar a un acord sobre l'estructura de les regions estadístiques (ordre No.271 del Consell de Ministres de 28 d'abril 2004 "En les Regions Estadístiques de la República de Letònia i les unitats administratives en ella", modificat posteriorment.
Les regions estadístiques de Letònia es van aprovar segons la Regulació (EC) No 1888/2005 del Parlament Europeu i del Consell del 26 d'octubre de 2005 d'acord amb la Regulació (EC) No 1059/2003 sobre l'establiment d'una nomenclatura comuna d'unitats territorials estadístiques (NUTS) amb motiu de l'adhesió de la República Txeca, Estònia, Xipre, Letònia, Lituània, Hongria, Malta, Polònia, Eslovènia i Eslovàquia a la Unió Europea.
Hi havia quatre regions estadístiques (Kurzeme, Latgale, Vidzeme i Zemgale) alineades amb Regions de planificació de Letònia (Regulació No.391 del Gabinet de Ministres a data de 5 de maig de 2009 "Territoris de les Regions de Planificació", posteriorment modificat), però les regions estadístiques de Rīga i Pierīga comprenen el territori de la regió de planificació de Riga.